# Valerij Lobanovs'kyj
Valerij Vasyl'ovyč Lobanovs'kyj (ukr. Вале́рій Васи́льович Лобано́вський) (Kijev, 6. siječnja 1939. – Zaporižžja, 13. svibnja 2002.) ukrajinski nogometaš i trener.

## Karijera

### Igračka
Lobanovski je započeo svoju karijeru igrajući kao lijevi krilni igrač u Dinamu iz Kijeva s kojim je osvojio SSSR ligu i kup. Proveo je sedam godina u Dinamu prije nego što je završio svoju karijeru s kratkim razdobljima u Čornomorecu iz Odese i Šahtaru iz Donjecka. Lobanovski je završio karijeru u dobi od 29 godina u kojoj je postigao 71 gol u 253 utakmice. Nastupio je na dvijema Olimpijskim igrama. Svoju prvu međunarodnu utakmicu odigrao je 4. rujna 1960. u gostima protiv Austrije. Najpoznatiji je po legendarnoj sposobnost postizanja gola iz kornera.

### Trenerska
Godinu dana nakon odlaska u igračku mirovinu Lobanovski je imenovan trenerom Dnjipra. Nakon četiri relativno loše godina s Dnjiprom preselio je u svoj bivši klub Dinamo iz Kijeva, prije početka sezone 1974. godine. Vodit će Dinamo sljedećih 15 od 17 godina (1983. – 1984. bio je trener SSSR-a). Tijekom ta dva razdoblja Kijev je bio uspješan u razbijanje ruske dominacije sovjetskim nogometom. Osvojio je Sovjetsku super ligu osam puta, kup šest puta, Kup pobjednika kupova 1975. i 1986., te Europski superkup 1975. godine.
S Sovjetskim Savezom osvojio je brončanu medalju na Olimpijskim igrama 1976.
Nakon perestrojke mnogi najbolji nogometaši napustili su SSSR i otišli igrati u Zapadnu Europu. Na Svjetskom prvenstvu 1990. godine nije mogao pozvati vlastite igrače iz Dinama da čine jezgru reprezentacije kao što je ranije činio. Reprezentacija SSSR-a ispala je već u grupnoj fazi prvenstva.
Nakon debakla na Svjetskom prvenstvu Lobanovski je odlučio napustiti Dinamo Kijev i prihvatiti unosnu ponudu upravljanja Ujedinjenim Arapskim Emiratima. Nakon četiri relativno prosječne godine dobio je otkaz te je postao trener Kuvajtske nogometne reprezentacije.
U siječnju 1997. vratio se u Dinamo Kijev po treći put. Klub je tada bio u krizi, UEFA ga je izbacila klub iz europskih natjecanja zbog pokušaja podmićivanja dužnosnika. Lobanovski je međutim uspio pokrenuti Dinamo. Osim što je vodio momčad do pet uzastopnih naslova prvaka Ukrajine, Dinamo je igrao polufinale Lige prvaka 1999. godine.  Postao je trener Ukrajine u ožujku 2000, ali je smijenjen nakon što je izgubio u dodatnim kvalifikacijama za Svjetsko prvenstvo 2002. od Njemačke.
Pretrpio je moždani udar 7. svibnja 2002. godine, nedugo nakon što je njegov Dinamo Kijev pobijedio Metalurg. Umro je 13. svibnja za vrijeme operacije mozga. Na finalu Lige prvaka u Glasgowu dva dana kasnije održana je minuta šutnje njemu u čast.

## Zanimljivosti
Nakon njegove smrti, AC Milan je osvojio Ligu prvaka 2003. godine s Andrij Ševčenkom u timu. Nakon pobjede Ševčenko je odletio u Kijev kako bi stavio medalju na grob svog bivšeg trenera.

## Vanjske poveznice
- Valerij Lobanovski na Find a Grave
- Statistika karijere  Arhivirana inačica izvorne stranice od 4. studenoga 2014. (Wayback Machine)
- Ostavština Lobanovskog živi u Ukrajini  Arhivirana inačica izvorne stranice od 21. travnja 2014. (Wayback Machine) (Chicago Tribune članak)
- Statistike sovjetskih igrača rusteam.ru  Arhivirana inačica izvorne stranice od 7. veljače 2020. (Wayback Machine)